# نادي أتروميتوس
نادي أتروميتوس لكرة القدم (باليونانية: Π.Α.Ε. Α.Π.Σ. Ατρόμητος Αθηνών)‏ هو نادي كرة قدم يوناني، تأسس سنة 1923.

## التاريخ

### تأسيس النادي وبدايته
تأسس نادي أتروميتوس لكرة القدم رسميًّا في 31 مايو 1923 عندما قرر كالومفونيس وبيتوس وغليكوفريديس وستاثوبولوس وسينودينوس وريغوبولوس وستاماتوبولوس وغيرهم من الطلاب الذين يعيشون في منطقة مربع فيكتوريا (والتي كانت تُسمى ساحة كيرياكو) تشكيل فريق كرة قدم، وفي نفس العام انضم فاغيليس ستاماتيس مدرس الرياضيات ولاعب في الدوري اليوناني إلى مجلس إدارة أتروميتوس؛ وذلك بسبب شهرته في تاريخ كرة القدم اليونانية قبل الحرب، وزادت مشاركة ستاماتيس من مكانة الفريق الجديد في كرة القدم اليونانية.

### بداية المشاركات بالدوري
في عام 1924 قُبِل أتروميتوس في الدوري اليوناني، وفي ذلك الوقت لعب أتروميتوس في ملعب أريس بارك، الذي كان ملعب فريقي بانيلينيوس وباناثينايكوس. خلال موسمهم الأول في الدوري احتل الفريق المركز الثالث في الدوري خلف باناثينايكوس وأيك أثينا. في عام 1928 هزم الفريق نادي جودي أثينا 4–3 في المباراة النهائية على ملعب روف ليصبحوا أبطال أثينا، وفي نفس العام شاركوا لأول مرة في الدوري اليوناني كأبطال لأثينا والتي نظمها الاتحاد اليوناني لكرة القدم، وفي 24 مايو 1928 خسر القريق بنتيجة 3–1 على يد أريس تسالونيكي (الذي أصبح لاحقًا بطلًا) في مباراة الذهاب، وخسروا مرة أخرى في 3 يونيو على يد إثنيكوس بيرايوس بنتيجة 5–0، وفي 10 يونيو تمكنوا من تحقيق التعادل على أرضه ضد إثنيكوس بيرايوس بنتيجة 1–1، قبل أن يخسروا مرة أخرى أمام أريس تسالونيكي 3–1 بعد سبعة أيام، وفي نهاية البطولة احتل أتروميتوس المركز الثالث في الدوري. خلال العامين التاليين بقي أتروميتوس في الجزء العلوي من الدرجة الأولى في أثينا، وفي عام 1929 احتل الفريق المركز الثالث خلف باناثينايكوس وأيك أثينا، وكرروا هذا الإنجاز في عام 1930، لكنهم هبطوا من الدرجة الأولى لأثينا في عام 1931 حيث أنهوا البطولة بنقطة واحدة فقط.

### الانتقال إلى بيريستيري
في عام 1932 قرر يوسف شوروكتسوغلو ونيكولاوس إبيوغلو نقل أتروميتوس إلى بيريستيري، وفي وقت سابق كان يقع في نفس منطقة باناثينايكوس، ووجدوا صعوبة في إنشاء قاعدة جماهيرية كبيرة أو تطوير هوية فريدة، وهناك في بيريستيري شكلوا اندماجًا مع الفريق المحلي أستير (بالعربية: النجمة)، والذي تأتي منه قمة أتروميتوس، وهي نجمة زرقاء. قبل احتلال اليونان لعبوا مرة أخرى في بطولة الدوري اليوناني في موسم 1938–39. لعب أتروميتوس في الدوري اليوناني الدرجة الثانية حتى مايو 1972، عندما صعد الفريق مرة أخرى إلى الدرجة الأولى، عندما دربه سافاس بابازوغلو، ولكن هبط الفريق بسرعة في العام التالي، لكن في عام 1975 عاد أتروميتوس إلى الدرجة الأولى بقاعدة جماهيرية كبيرة، وأنهى الموسم في المركز الثالث عشر، وحصل على مكانه في الدرجة الأولى، وفي العام التالي تحسن آداء الفريق وأنهى الموسم في المركز التاسع، وهو الأفضل في تاريخ النادي، لكنهم هبطوا مرة أخرى في عام 1977. بحلول عام 1981 نجح أتروميتوس في جذب لاعبين مشهورين مثل ستيليانوبولوس وإيفاريز وتوسكاس وأثاناسوبولوس، ومع ذلك وعلى الرغم من التوقعات العالية احتل النادي المركز الأخير في دوري الدرجة الأولى، وعاد مرة أخرى إلى الدرجة الثانية ثم الثالثة، وبعد سنوات من اللعب في الدرجة الثالثة عاد أتروميتوس إلى الدرجة الثانية في مايو 2002 بفوزه على ليفادياكوس في ملعب باتراس، ولعب الفريق مرة أخرى في دوري الدرجة الأولى بين عامي 2005 و2008 بالاندماج مع خالكيدونا، وعاد الفريق إلى الدرجة الأولى بعد أن لعب موسمًا واحدًا في الدرجة الثانية في موسم 2008–09، وفي موسم 2010–11 حقق أتروميتوس مسيرة تاريخية لنهائي كأس اليونان، ولكنهم خسروا أمام أيك أثينا بنتيجة 3–0.

### السنوات الأخيرة
أنهى أتروميتوس النصف الأول من الموسم في المركز الرابع، جنبًا إلى جنب مع أستيراس تريبوليس، وبفارق 14 نقطة عن المركز الأول، ولكن بفارق 4 نقاط عن المركز السادس، وهذا لا يعيد التوجيه إلى التصفيات. في 6 يناير 2013 وفي الظهور الأول لنيكوس أناستوبولوس في منصب مدرب الفريق، وفي الظهور الأول للاعب البرتغالي فابيو، فاز أتوميتوس على كركيرا بنتيجة 2–0 برأسين، سَجَّلَ الهدف الأول سقراطس فيتانيديس في الدقيقة 26، وسَجَّلَ الهدف الثاني إفستاثيوس تافلاريديس في الدقيقة 31. بقي الفريق في المركز الرابع مع أستيراس تريبوليس، لكن بفارق 6 نقاط عن المركز السادس، وبعد يوم واحد تعادل الفريق بنتيجة 0–0 أمام باوك في ملعب تومبا، واحتفظوا بفارق 6 نقاط عن باس جيانينا صاحب المركز السادس، وفي الجولة الـ18 فاز أتروميتوس على بلاتانياس بنتيجة 1–0، وسجل الهدف إدواردو بريتو، ليصبحوا على بعد 3 نقاط فقط من المركز الثاني. في موسم 2015–16 حقق أتروميتوس تأهلًا هامًا إلى تصفيات الدوري الأوروبي، بعد فوزه على أيك سولنا السويدي بنتيجة 3–1 في مباراة الذهاب في السويد، وبنتيجة 1–0 في مباراة الإياب على ملعب بيريستيري، وبعدها واجهوا فنربخشة التركي، وخسروا بنتيجة 0–1 في مباراة الذهاب على ملعب بيريستيري، وبنتيجة 0–3 في مباراة الإياب في تركيا، وخرجوا من البطولة. في 21 يونيو 2017 أعلن أتروميتوس عن دامير كندي مدربًا جديدًا للنادي. في 23 أكتوبر 2017 فاز أتروميتوس على أيك أثينا بنتيجة 1–0 في مباراة الذهاب، وأنهى أتروميتوس الموسم في المركز الرابع. في 20 مارس 2017 أعلن النادي أن كندي سيقوم بتدريب الفريق في موسم 2018–19.

## الشعار

الشعار من 1923 وحتى 2012.
الشعار من 2012 وحتى الآن.

## الأطقم

### الأطقم الأساسية
| 1923–24 | 2006–07 | 2011–14 | 2015–16 | 2018–19 |  |

### الأطقم الاحتياطية
| 2006–07 | 2006–07 | 2015–16 | 2015–16 | 2018–19 |

## المواسم في القرن 21
| الموسم                                            | الدوري                  | المركز | الكأس | ملاحظات                                                               |
| ------------------------------------------------- | ----------------------- | ------ | ----- | --------------------------------------------------------------------- |
| 2000–01                                           | جاما إثنيكي             | 3rd    | GS    |                                                                       |
| 2001–02                                           | جاما إثنيكي             | 5th    | GS    | صعد إلي بيتا إثنيكي                                                   |
| الدوري اليوناني لكرة القدم الدرجة الثالثة 2002–03 | بيتا إثنيكي             | 9th    | 1R    |                                                                       |
| الدوري اليوناني لكرة القدم الدرجة الثالثة 2003–04 | بيتا إثنيكي             | 13th   | 2R    |                                                                       |
| 2004–05                                           | بيتا إثنيكي             | 15th   | 2R    | هبط إلى جاما إثنيكي، لكنه اندمج مع تشالكيدونا وشاركوا في ألفا إثنيكي. |
| اندمج مع نادس تشالكيدونا                          |                         |        |       |                                                                       |
| 2005–06                                           | ألفا إثنيكي             | 7th    | 4R    | تأهل إلي الدوري الأوروبي                                              |
| 2006–07                                           | الدوري اليوناني الممتاز | 8th    | 4R    |                                                                       |
| 2007–08                                           | الدوري اليوناني الممتاز | 14th   | SF    | هبط إلي بيتا إثنيكي                                                   |
| 2008–09                                           | بيتا إثنيكي             | 1st    | 4R    | صعد إلي الدوري اليوناني الممتاز                                       |
| 2009–10                                           | الدوري اليوناني الممتاز | 7th    | 5R    |                                                                       |
| 2010–11                                           | الدوري اليوناني الممتاز | 11th   | RU    |                                                                       |
| 2011–12                                           | الدوري اليوناني الممتاز | 4th    | RU    | تأهل إلي الدوري الأوروبي                                              |
| 2012–13                                           | الدوري اليوناني الممتاز | 3rd    | 3R    | تأهل إلي الدوري الأوروبي                                              |
| 2013–14                                           | الدوري اليوناني الممتاز | 4th    | QF    | تأهل إلي الدوري الأوروبي                                              |
| 2014–15                                           | الدوري اليوناني الممتاز | 4th    | GS    | تأهل إلي الدوري الأوروبي                                              |
| 2015–16                                           | الدوري اليوناني الممتاز | 8th    | SF    |                                                                       |
| 2016–17                                           | الدوري اليوناني الممتاز | 8th    | QF    |                                                                       |
| 2017–18                                           | الدوري اليوناني الممتاز | 4th    | QF    | تأهل إلي الدوري الأوروبي                                              |
| 2018–19                                           | الدوري اليوناني الممتاز | 4th    | R16   | تأهل إلي الدوري الأوروبي                                              |
| 2019–20                                           | الدوري اليوناني الممتاز | 8th    | QF    |                                                                       |

أفضل مركز بالخط الغليظ.
مفاتيح : 3R = الدور الثالث، 4R = الدور الرابع، 5R = الدور الخامس، GS = مرحلة المجموعات، QF = ربع النهائي، SF = نصف النهائي، RU = المركز الثاني.

## شؤون النادي

### الإدارة
| المالك                        | جورجيوس سبانوس        |
| الرئيس & المدير التنفيذي      | فاسيليس بيتسيس        |
| نائب الرئيس & المدير التنفيذي | كاتيا كوكسينوجلو      |
| المدير العام                  | سبيريدون سفيانوس      |
| المدير الفني                  | جيانيس أنجيلوبولوس    |
| مدير الصحافة                  | كريستوس غالاريوتيس    |
| مدير تسويق                    | سبيريدون بولوسيس      |
| مدير الأمن                    | جورج بترو             |
| مدير الحوسبة                  | روبرتو باناجوس        |
| مدير المحاسبين                | فاسيليوس كاراكاتسانيس |
| مدير الأرض                    | باناجيوتيس ميتشاليتوس |
| مدير التذاكر                  | روبرتو باناجوس        |
| القسم القانوني                | أرجيريوس ليفاس        |

## المدربين
| - اليكوس سوفيانيديس (1999) - فلاديمير بتروفيتش (1999–2000) - جيورجيوس پاراستشوس (1 يوليو 2002 – 9 يناير 2007) - دراجان كوكوتوفيك (11 يناير 2007 – 9 يوليو 2007) - أنخيل غويلرمو هويوس (10 يوليو 2007 – 26 مارس 2008) - باولو كامبوس (لاعب كرة قدم) (28 مارس 2008) - دراجان كوكوتوفيك (30 مارس 2008 – 25 إبريل 2009) - فاسيليس فوزاس (2009) - جورجوس دونيس (1 يوليو 2009 – 30 مارس 2012) - دوزان باجيفيتش (2 يونيو 2012– 23 ديسمبر 2012) | - نيكوس أناستوبولوس (30 ديسمبر 2012– 7 أبريل 2013) - جيورجيوس پاراستشوس (8 أبريل 2013– 22 سبتمبر 2014) - ريكاردو سا بينتو (23 سبتمبر 2014– 5 فبراير 2015) - نيكوس نيويلياس (6 فبراير 2015– 12 يونيو 2015) - ميتشاليس جريجوريو (14 يونيو 2015 – 3 نوفمبر 2015) - ترايانوس ديلاس (8 نوفمبر 2015 – 19 سبتمبر 2016) - جورج كوراكاكيس (19 سبتمبر 2016 – 6 فبراير 2017) - ريكاردو سا بينتو (6 فبراير 2017 – 12 يونيو 2017) - دامير كانادى (21 يونيو 2017 – 5 مايو 2019) - يانيس اناستاسيو (24 مايو 2019 – 16 نوفمبر 2019) |

## أرقام المنافسات الأوروبية
أخر تحديث 14 أغسطس 2019
| الموسم  | المنافسات       | الدور | النادي                       | ديار | خارج | إجمالي  |  |
| ------- | --------------- | ----- | ---------------------------- | ---- | ---- | ------- |  |
| 2006–07 | الدوري الأوروبي | 1R    | نادي إشبيلية                 | 1–2  | 0–4  | 1–6     |  |
| 2012–13 | الدوري الأوروبي | PO    | نيوكاسل يونايتد              | 1–1  | 0–1  | 1–2     |  |
| 2013–14 | الدوري الأوروبي | PO    | إي زد ألكمار                 | 1–3  | 2–0  | 3–3 (a) |  |
| 2014–15 | الدوري الأوروبي | 3Q    | نادي ساراييفو                | 1–3  | 2–1  | 3–4     |  |
| 2015–16 | الدوري الأوروبي | 3Q    | أيك سولنا                    | 1–0  | 3–1  | 4–1     |  |
| 2015–16 | الدوري الأوروبي | PO    | نادي فنربخشة                 | 0–1  | 0–3  | 0–4     |  |
| 2018–19 | الدوري الأوروبي | 2Q    | دينامو برست                  | 1–1  | 3–4  | 4–5     |  |
| 2019–20 | الدوري الأوروبي | 2Q    | نادي داك 1904 دونيسكا ستريدا | 3–2  | 2–1  | 5–3     |  |
| 2019–20 | الدوري الأوروبي | 3Q    | ليغيا وارسو                  | 0–2  | 0–0  | 0–2     |  |

ملاحظات
- 1R: الدور الأول
- 2Q: الدور الثاني التأهيلي
- 3Q: الدور الثالث
- PO: الدور التأهيلي

## الرعاية
- راعي القميص: betshop.gr
- الشركة المصنعة للملابس الرياضية الرسمية: نايكي
- الراعي الذهبي: Cosmote
- الراعي الرسمي: مجموعة أثينا الطبية

## وصلات خارجية
المواقع الرسمية
- الموقع الرسمي باللغة الإنجليزية وباللغة اليونانية
- أتروميتوس علي موقع الدوري اليوناني لكرة القدم باللغة الإنجليزية وباللغة اليونانية
- أتروميتوس علي موقع الاتحاد الأوروبي لكرة القدم

المواقع الأخبارية
- أتروميتوس علي atromitistas.gr باللغة اليونانية
- أتروميتوس الأخبارية علي نوفا سبورتس

أخري
- أتروميتوس ستورز الموقع الرسمي